# Mikroregion Coari

Mikroregion Coari

Mikroregion Coari – mikroregion w brazylijskim stanie Amazonas należący do mezoregionu Centro Amazonense. Ma powierzchnię 112.082,1 km²

## Gminy
- Anamã
- Anori
- Beruri
- Caapiranga
- Coari
- Codajás